# 1039
1039 (MXXXIX) var ett normalår som började en måndag i den julianska kalendern.

## Händelser

### Okänt datum
- Henrik III blir tysk kung.
- Abbaye Notre-Dame du Bec grundas i Normandie.
- Bretislav I av Böhmen invaderar Polen.

## Födda
- Adelaide av Ungern, hertiginna av Böhmen.
- Sancho IV av Navarra, kung av Navarra.

## Avlidna
- 4 juni – Konrad II, tysk-romersk kejsare 1024-1039.